# Diego de Agreda y Vargas
Diego de Agreda y Vargas (Madrid, ... – Madrid, 1639) è stato uno scrittore spagnolo.
Nel 1617 portò a termine la traduzione del romanzo di Achille Tazio, Ἐρωτικόν sive de Clitophontis et Leucippes amoribus, forse condotta sulla versione italiana del 1546 di Ludovico Dolce o del 1578 del Cocci.

### Opere
- 1620 – Novelas morales